# 籍孝宏
籍孝宏（1921年—1992年5月29日），男，直隶（今河北）任丘人，中国核反应堆专家，高级工程师，曾任核工业二院副院长、总工程师。